# IBM Cognos TM1
IBM Cognos TM1 ist ein multidimensionales In-Memory-Datenbanksystem (MDBMS) zur Umsetzung von mehrdimensionalen OLAP (MOLAP)-Anwendungen.
Übliche Einsatzbereiche sind integrierte Planungs-, Simulations- und Analyseanwendungen für die operative, Vertriebs- und Finanzsteuerung.
Daneben wird TM1 auch für Reporting und vielfältige speziellere Anwendungsfälle (z. B. Forderungsmanagement, Filialsteuerung) genutzt.

## Historie
TM1 wurde als erste multidimensionale In-Memory-OLAP-Datenbank 1983/1984 entwickelt und von der Firma Applix unter dem Namen Applix TM1 vertrieben. 2007 wurde die Firma Applix von Cognos übernommen. Dabei wurde die Datenbank umbenannt in Cognos TM1. 2008 wurde Cognos von IBM übernommen. Seitdem ist die offizielle Bezeichnung der Datenbank IBM Cognos TM1.
Die aktuelle Version ist 10.3.
Als Vater von TM1 gilt Manny Perez, der die Entwicklung bis in die Gegenwart aktiv begleitet und sich nun ein wenig zurückgezogen hat. TM1 begann mit seiner Vision im Jahre 1983, ein Werkzeug zu schaffen, das fachlich verständlicher als relationale Datenmodelle ist und gleichzeitig performant, skalierbar und flexibel.

## Fachliche Einsatzbereiche und flexibler Ansatz
TM1 ist als Werkzeug für den Fachbereich konzipiert, um fachliche Prozesse und zugehörige Geschäftslogik durch flexible, mehrdimensionale Datenmodelle abzubilden. Mehrdimensional abgelegte Kennzahlen erhalten im Prozesskontext eine Bedeutung. Die Dimensionierung einer Information kann dabei der fachlichen Anforderung im Prozess angepasst werden. Die definierten Dimensionen spannen den Datenraum als (n-dimensionalen) „Würfel“ auf. So wird etwa aus der Zahl 500 mit den Dimensionen Kennzahl, Organisationseinheit, Zeit, Vertriebsregion und Vertriebskanal ein Umsatz der Deutschland GmbH im April 2013 in Süddeutschland im stationären Vertrieb. Prozessbezug entsteht, indem etwa die Dimension Version hinzugenommen wird und dadurch zwischen Ist und beliebigen Planversionen unterschieden werden kann. Über Geschäftslogiken können dann individuelle Modelle abgebildet werden, die auch komplexe fachliche Anforderungen abdecken. Analytisch können Abweichungen auf beliebigen Dimensionen (Zeit, Version etc.) ermittelt werden. Da TM1 rückschreibefähig ist, können Analysen direkt mit Plankontexten und auch Simulationen verbunden werden. Eine der Stärken von TM1 ist neben der gut skalierenden Performance vor allem die auch für Fachanwender intuitive Möglichkeit, Strukturen und Logiken schnell und zur Laufzeit anzupassen.

## Technische Eigenschaften
TM1 ist als multidimensionale In-Memory-Datenbank für lesenden und schreibenden Zugriff konzipiert. Technisch werden analytische Abfragen gegen einen Daten-Würfel (OLAP-Würfel) ausgeführt. Die Daten werden dabei auf Ebene der Einzelfakten im Arbeitsspeicher gehalten. Um eine Abfrage auszuführen, werden die dafür erforderlichen Aggregationen zur Laufzeit ausgeführt. Da die Daten In-Memory gehalten werden, sind zur Laufzeit keine (relativ zeitaufwändigen) Festplattenzugriffe nötig. Erforderliche Aggregationen und Kennzahlen werden extrem schnell aus den im Arbeitsspeicher vorhandenen Daten berechnet. Im Gegensatz zu vielen relationalen OLAP-Systemen müssen keine Aggregationen vorwegberechnet und gespeichert werden.
Cognos TM1 Web unterstützt die Präsentation von Excel-Arbeitsblättern im Web sowie den Zugriff von Web-basierten Anwendungen auf die Datenbasis (TM1 Applications). Durch die Verwendung von Excel als Entwicklungsumgebung sind die Anforderungen an den Planungs- und Berichtersteller sehr gering.
Cognos Executive Viewer ist ein Endbenutzer-Analyse-Tool für Ad-hoc-Auswertungen und wurde von IBM an die Firma Cubus verkauft.